# Sielsowiet Hock
Sielsowiet Hock (biał. Гоцкі сельсавет, ros. Гоцкий сельсовет) – sielsowiet na Białorusi, w obwodzie mińskim, w rejonie soligorskim, z siedzibą w Hocku.
Według spisu z 2009 sielsowiet Hock zamieszkiwało 1649 osób w tym 1628 Białorusinów (98,73%), 9 Rosjan (0,55%), 6 Ukraińców (0,36%), 1 Polak, 1 Udmurt, 1 Karelczyk (po 0,06%) i 3 osoby, które nie podały swojej narodowości.

## Miejscowości
Do sielsowietu Hock należy tylko jedna miejscowość – agromiasteczko Hock.